# Miary greckie

## Miary długości
Grecy początkowo mierzyli przedmioty porównując je do długości rozmaitych części ciała. Przed VII wiekiem p.n.e. doszło do powiązania tych poprzednio niezależnych od siebie jednostek w jeden zwarty system. Podstawą jego była stopa (pous), której wielkość była różna: powszechnie używana w architekturze = 0,294 - 0,296 m i 0,326 m; olimpijska = 0,320 m; eginecka = 0,333 m. Stopę dzielono na cztery szerokości dłoni (palaistē lub palastē) i 16 szerokości palca (daktylos). Przy pospolicie używanej w Attyce stopie równej 0,296 m, dłoń = 0,074 m, a palec = 0,0185 m. 
Rzadziej spotykane są inne jednostki interesujące raczej metrologów i przez nich głównie wzmiankowane, ale mające mniejsze zastosowanie praktyczne: kondylos (członek palca) = 2 palcom, dichas = (pół stopy) = dwie szerokości dłoni; lichas (odległość między kciukiem a czubkiem palca wskazującego przy otwartej dłoni) = 10 palcom; spithamē (odległość od czubka małego palca do czubka kciuka przy rozpostartych palcach) = 12 palcom; pygmē (od łokcia do nasady palców) = 18 palcom; pygōn (od łokcia do pierwszych kostek przy dłoni zamkniętej) = 20 palcom.
Z Egiptu przejęty został łokieć (pechys). Liczono go od stawu łokciowego do czubków palców, a jego długość ustalono na 1,5 stopy. Rozmiary wahały się od 0,440 m do 0,525 m. Osobnym łokciem mierzono tkaniny – był to tak zwany łokieć tkacki = 0,385 m. 
W przypadkach, gdy stopa była jednostką zbyt małą pod względem przydatności, posługiwano się następującymi miarami długości: bēma (krok) = dwie i pół stopy; diploun bēma (krok podwójny) = 5 stóp; orgyia (sążeń, długość rozpostartych ramion liczonych od czubków palców) = 6 stóp; akaina (pręt), inaczej zwany kalamos (trzcina) = 10 stóp; plethron (długość bruzdy, po wyoraniu której należało dać odpocząć wołom) = 100 stóp; stadion (dystans, który można było przebiec maksymalną szybkością bez odpoczynku) = 600 stóp. W zależności od rozmiarów stóp otrzymujemy różne wielkości dla stadionu. Przy często używanej stopie attyckiej (0,296 m) stadion = 177,6 metra.
Od Persów Grecy przyjęli miarę odległości zwaną parasangą, zrównując ją z 30 stadiami.. W źródłach spotykane bywają ponadto jeszcze inne miary, używane jednak rzadziej: diaulos (podwójny stadion), hippikon (tor wyścigowy dla rydwanów) = 4 stadia. Schoinos, miara pochodzenia egipskiego przejęta przez Greków, liczyła 12 000 łokci (ok. 6 300 m) i mogła równać się 30-40 stadiom (zależnie od długości stadionu). Odległości między miejscowościami określano często liczbą dni marszu, na wodzie zaś dni żeglugi.

## Miary powierzchni
Powszechnie używany przez Greków plethron wywodził się z praktyki rolniczej, oznaczając obszar, który mogła zaorać para wołów w ciągu jednego dnia. Jego rozmiary to kwadrat o bokach równych jednemu plethron tj. 100 stopom. Przy stopie attyckiej (0,296 m), plethron = 876,16 m² (= 10 000 stóp kwadratowych). W niektórych krainach (np. na Sycylii i w Cyrenajce) posługiwano się jednostką zwaną medimnos, określającą obszar, który można było obsiać jednym medimnosem zboża.
W Egipcie ptolemejskim, a później rzymskim, w powszechnym użyciu była arura (gr. ἄρουρα) – stara miara z czasów faraońskich, równa kwadratowi o boku 100 łokci. Przy łokciu równym 0,525 m, arura miała 2756,25 m², przy łokciu 0,450 m – odpowiednio 2025 m².

## Miary pojemności

### Płyny
Najczęściej używane miary dla płynów nosiły następujące nazwy (od największych): metrētēs (lub amphoreus czy kados), hēmiamphorion (pół kotylē), oxybaphon, kyathos. Ich bezwzględna wartość podlegała znacznym różnicom lokalnym. Podstawowa jednostka – kotylē, mogła liczyć ok. 0,21 do ponad 0,33 litra. Ponadto największa jednostka – metretes, była większa lub mniejsza w zależności od liczby chous, które się w nim mieściły: od 8 do 12. Poniższa tabela podaje wartości dla systemu ustalonego według tradycji przez Solona (początek VI wieku p.n.e.):
- Jednostki miar płynów

|                                                         | Wielkość  | Mētretēs | Chous | Dikotylon | Kotylē | Hēmikotylion | Oxybaphon | Kyathos |
| Mētretēs                                                | 21,744 l. | 1        |       |           |        |              |           |         |
| Chous                                                   | 2,718 l.  | 8        | 1     |           |        |              |           |         |
| Dikotylon                                               | 0,453 l.  | 48       | 6     | 1         |        |              |           |         |
| Kotylē                                                  | 0,2265 l. | 96       | 12    | 2         | 1      |              |           |         |
| Hēmikotylion                                            | 0,1133 l. | 192      | 24    | 4         | 2      | 1            |           |         |
| Oxybaphon                                               | 0,0566 l. | 484      | 48    | 8         | 4      | 2            | 1         |         |
| Kyathos                                                 | 0,0377 l. | 576      | 72    | 12        | 6      | 3            | 1 1/2     | 1       |
| \| Metrētēs w systemie egineckim wynosił 31,07 litra \| |           |          |       |           |        |              |           |         |
| Metrētēs w systemie egineckim wynosił 31,07 litra       |           |          |       |           |        |              |           |         |

Miary attyckie będące w obiegu o okresie hellenistycznym i rzymskim przedstawiały się następująco:
- Miary attyckie w okresie hellenistycznym i rzymskim

| Nazwa miary                 | Pojemność w litrach |
| Mētretēs (amphoreus, kados) | 39                  |
| Chous                       | 3,274               |
| Dikotylon (xestēs)          | 0,548               |
| Kotylē                      | 0,274               |
| Hēmikotylion                | 0,137               |
| Oxybaphon                   | 0,068               |
| Kyathos                     | 0,044               |

### Ciała sypkie
Podstawową i ogólnie przyjętą jednostką dla ciał sypkich w Grecji był medimnos. Jego mniejsze jednostki przedstawiają się w sposób następujący:
- Jednostki miar ciał sypkich (pochodne medimnosa)

| | Medimnos | Hekteus | Hēmiekton | Hēmiekton | Xestēs | Kotylē |
| Medimnos | 1        |         |           |           |        |        |
| Hekteus | 6        | 1       |           |           |        |        |
| Hēmiekton | 12       | 2       | 1         |           |        |        |
| Choiniks | 48       | 8       | 4         | 1         |        |        |
| Xestēs | 96       | 16      | 8         | 2         | 1      |        |
| Kotylē | 192      | 32      | 16        | 4         | 2      | 1      |
| \| W systemie attyckim medimnos liczył 43,5 litra, w egineckim 62,14 l, w okresie hellenistycznym równał się 51,8 litra \| |          |         |           |           |        |        |
| W systemie attyckim medimnos liczył 43,5 litra, w egineckim 62,14 l, w okresie hellenistycznym równał się 51,8 litra       |          |         |           |           |        |        |

## Miary wagi
Teksty linearne „B” zapoznają z systemem, w którym największa jednostka równa jest 30 mniejszym, te dzielą się na 4, a następnie na 30. Przypuszcza się, że największa jednostka mogła ważyć ok. 30 kg. Podstawowe jednostki używane w Grecji od czasów archaicznych:
- Podstawowe miary wagi

|         | Talent | Mina | Drachma | Obol |
| Talent  | 1      |      |         |      |
| Mina    | 60     | 1    |         |      |
| Drachma | 6 000  | 100  | 1       |      |
| Obol    | 36 000 | 600  | 6       | 1    |

W Atenach (i w kręgu metrologicznie od nich zależnym) używano tzw. miny ciężkiej równej dwóm minom. Określano ją zazwyczaj jako stater – z następującymi jednostkami mniejszymi:
- Podziałki statera

| Nazwa        | Wartość      |
| Hemistater   | 1/2 statera  |
| Triton       | 1/3 statera  |
| Tetarton     | 1/4 statera  |
| Hemitriton   | 1/6 statera  |
| Hemitetarton | 1/8 statera  |
| Hemitetarton | 1/16 statera |

W okresie rzymskim używano mniejszej od obola jednostki, która przypuszczalnie była potrzebna aptekarzom. Nazwano ją chalkous („miedziak”) na wzór monet, na które dzielił się obol. Obol = 8 chalków. Termin „stater” odnosił się do jednostki równej dwóm drachmom, rzadziej dwóm minom. System grecki został zapożyczony częściowo ze Wschodu. Słowo „mina” jest pochodzenia semickiego (hebrajskie manē). Innowacja grecka polegała na zerwaniu z konsekwentnym podziałem sześćdziesiątnym (w Mezopotamii największa jednostka dzieliła się na 60 min, a mina na 60 sykli). „Talenton” oznaczał pierwotnie „to co się waży”, „ciężar”, „talerz wagi, na który ciężar kładziono” a stąd i samą wagę. W poematach Homera występuje talent złota, który oznacza z pewnością niewielką miarę masy, na pewno różną od tej, jaka ustaliła się pod wpływem wschodnim i w późniejszych czasach. Nazwy obolos („rożen”) i drachmē („garść” oboli) powstały na gruncie ekonomiki archaicznej, w której żelazne rożny służyły za rodzaj protomonety. W wielu miejscowościach greckich (na Peloponezie, w italskim Paestum) znaleziono takie rożny złożone w świątyniach lub w pochówkach zmarłych. Nazwy jednostek wagowych i stosunki między nimi były jednolite na terenie całego świata greckiego, ale ich wartość bezwzględna różniła się znacznie. Nie tylko miny różnych polis greckich były różne, ale na terenie tego samego miasta posługiwano się równolegle rozmaitymi systemami. Dotyczyło to zwłaszcza dużych miast handlowych, np. w Atenach w czasach cesarstwa rzymskiego było w obiegu 5 różnych min o wadze od 436 do 709 gramów.
Wśród rozmaitych systemów miar greckich dwa odgrywały poważniejszą rolę: eginecki, którego wynalezienie przypisywali Grecy Fejdonowi, władcy Argos (Egina przejściowo podlegała zwierzchnictwu Argos), oraz eubejski przyjęty i powszechnie stosowany przez Ateny. W okresie klasycznym i hellenistycznym system attycki cieszył się największą popularnością. Okoliczności jego wprowadzenia w Atenach są przedmiotem kontrowersji. Wedle przekazu Arystotelesa (Ustrój polityczny Aten, 10) system miar w Atenach został ustalony w sposób trwały przez Solona, który miał być również inicjatorem istotnej reformy monetarnej. Tekst Arystotelesa nie jest jasny i ostatecznie metrolodzy zgodzili się widzieć w tym świadectwie dowód na przejście od miar egineckich do lżejszych od nich miar eubejskich, właśnie w ramach zmian ustrojowych dokonanych przez Solona. Wersję zreformowaną przez Solona i uznaną przez historyków przedstawiono poniżej, a wartości wagowe, na które dzieliła się mina, przedstawiały się następująco:
- Podział jednostek wagowych miny

| Nazwa         | Wielkość |
| Hēmimnaion    | 218 g    |
| Tritēmorion   | 146 g    |
| Tetartēmorion | 109 g    |
| Hektēmorion   | 72,8 g   |
| Ogdoēmorion   | 54,1 g   |

Pod koniec II wieku p.n.e. zostały wprowadzone do obiegu w Atenach ciężarowe miny równe 138 drachmom monetarnym i 150 drachmom monetarnym. Poniższa tabela podaje wartości min będących w obiegu w Atenach, poczynając od tego okresu, przy określeniu średniej wartości wagowej drachmy na 4,36 g.
- Wartości min będących w obiegu w Atenach od II wieku p.n.e.

| Jednostki wagi | Waga w g przy minie równej 105 drachmom | Waga w g przy minie równej 138 drachmom | Waga w g przy minie równej 150 drachmom |
| Stater         | 915,6                                   | 1203,36                                 | 1308                                    |
| Mina           | 457,8                                   | 601,68                                  | 654                                     |
| 1/3 statera    | 305,2                                   | 401,12                                  | 436                                     |
| 1/4 statera    | 228,9                                   | 300,84                                  | 327                                     |
| 1/6 statera    | 152,6                                   | 200,56                                  | 218                                     |
| 1/8 statera    | 114,4                                   | 150,42                                  | 163,5                                   |
| 1/12 statera   | 76,3                                    | 100,28                                  | 109                                     |
| 1/16 statera   | 57,2                                    | 75,21                                   | 81,8                                    |

W systemie aleksandryjskim (popularnym nie tylko w Egipcie, ale i wielu miastach hellenistycznych) talent ważył 43,66 kg, a mina 582,2 g.